# Ай-Вуяяны
Ай-Вуяяны (устар. Ай-Вуя-Яны) — река в России, протекает по Сургутскому району Ханты-Мансийского АО, по территории Юганского заповедника. Устье реки находится в 62 км от устья реки Вуяяны по правому берегу. Длина реки составляет 44 км.

## Данные водного реестра
По данным государственного водного реестра России относится к Верхнеобскому бассейновому округу, водохозяйственный участок реки — Обь от города Нефтеюганск до впадения реки Иртыш, речной подбассейн реки — Обь ниже Ваха до впадения Иртыша. Речной бассейн реки — (Верхняя) Обь до впадения Иртыша.
Код объекта в государственном водном реестре — 13011100212115200048786.